# جورج بلامبيرغ
جورج بلامبيرغ هو سياسي أمريكي، ولد في 29 أبريل 1903 في بروكلين في الولايات المتحدة، وتوفي في 18 يناير 1960. نشط حزبياً في الحزب الجمهوري. وقد انتخب عضو جمعية ولاية نيويورك ‏ وانتخب عضو مجلس ولاية نيويورك ‏.